# 自動入出金機
自動入出金機（じどうにゅうしゅっきんき）とは、硬貨、紙幣等を入出金し、売上金の管理などを行うための機械である。入出金専用の金庫として利用される。
スーパーマーケットなど多額の現金を取扱う事業所で用いられている。

## 使用方法の一例
売上金登録を行いを現金を入出金機に投入する。その後、完了キーを押せばつり銭が放出される。汚損した紙幣、変形した硬貨などは入金できない。また機械が偽造と判断した紙幣等も入金できないようになっている。出金する時は、払戻登録を行い現金を出金する。なお売上金登録を誤った時は、キャンセルキーを押せば返却される。なお、操作した履歴（操作内容と取扱担当者IDなど）はすべてジャーナルレシートへ記録される。

## 現金の回収
入出金機の締切処理を行い総売上を確定し現金回収を行う（この時に、設定されているつり銭準備金と売上金を自動的に振り分けられる）その後、締切レシートが発行され現金収納用の金庫カセットから現金を取り出す。

## その他
- 入金機で回収するのは現金のみである。小切手や商品券が使用できる店舗の場合、売上げの中にそれらが混じることになるが、入金機には入れられない。通常は現金とは別に保管し、現金同様に銀行口座に納金できる小切手は警備会社（入金機設置業者）が現金の回収にきたときに一緒に持っていってもらうという方法が取られることが多い。しかし、商品券のように銀行に納金できないものは、警備会社は回収しないのが一般的である。
- つり銭の誤渡しが発生することはほぼ皆無に等しく、入力間違いをしなければ過剰金や不足金といった違算が発生するといったトラブルはない。

## 主要メーカー
- グローリー
- ローレルバンクマシン
- 沖電気工業